# Ядерна енергетика Аргентини
В Аргентині близько 10 % електроенергії надходить із 3 діючих ядерних реакторів: Ембальсе, реактор CANDU, і Атуча I і II, два PHWR німецької конструкції.
У 2001 році станція Атуча була модифікована для спалювання злегка збагаченого урану, що зробило її першим реактором PHWR, який працює на цьому паливі в світі. Спочатку планувалося, що Атуча буде комплексом з різними реакторами. Атуча 2 (схожа на Атуча 1, але потужніша) почала виробляти енергію 3 червня 2014 року, і очікується, що вона вироблятиме 745 МВт-год. Оголошено про плани будівництва Атуча III, третього реактора в комплексі Атуча.
Аргентина також має різні дослідницькі реактори, і експортує ядерні технології. Nucleoeléctrica з Аргентини та Atomic Energy of Canada Limited ведуть переговори щодо контрактів і моделі реалізації проекту для нової атомної електростанції CANDU потужністю 740 МВт.
У липні 2014 року президент Росії Володимир Путін підписав угоду про співпрацю в ядерній енергетиці з президентом Аргентини Крістіною Фернандес Кіршнер під час візиту в країну.
У лютому 2015 року президент Аргентини Крістіна Кіршнер і генеральний секретар Комуністичної партії Китаю Сі Цзіньпін підписали угоду про співпрацю, і було запропоновано будівництво електростанції на реакторі Хуалун 1.
У грудні 2015 року було урочисто відкрито новий завод зі збагачення урану для виробництва палива для ядерних станцій Аргентини, розташований у Пільканієу (провінція Ріо-Негро). Завод використовуватиме як газодифузійну, так і більш сучасну лазерну техніку.
Китай і Аргентина уклали контракт на будівництво реактора CANDU 6 потужністю 700 МВт. Його будівництво планувалося розпочати в 2018 році в Атучі, але проєкт був призупинений на невизначений термін урядом Маурісіо Макрі через фінансові проблеми. Будівництво реактору Хуалун 1 потужністю 1000 МВт планується розпочати в 2020 році.

## Історія
Аргентинська національна комісія з атомної енергії (CNEA) була створена 1950 року, що призвело до великого запалу в дослідженнях і розробках в галузі ядерної енергії в країні. Сьогодні в експлуатації знаходяться 5 дослідницьких реакторів, які експлуатуються CNEA та іншими дослідницькими організаціями.
У 1964 році було розпочато перші дослідження щодо використання ядерної енергії для виробництва електроенергії після техніко-економічного обґрунтування важководного реактора на природному урані потужністю 300—500 МВт для провінції Буенос-Айрес. Станцію, побудована поблизу міста Ліма, назвали Atucha. Будівництво її було розпочато в 1968 році, працює з червня 1974 року. Вона складається з одного реактора канадського та німецького типів PHWR потужністю 321 МВт, об'єднаних компанією Kraftwerk Union. Сьогодні реактор модернізовано до 335 МВт і працює на слабозбагаченому урані 0,85 %, що дозволило подвоїти вигоряння і, як наслідок, знизити експлуатаційні витрати на 40 %. У 1967 році було проведено друге техніко-економічне обґрунтування для більшої станції в провінції Кордова, в 500 км вглиб країни. В даному випадку для станції Ембальсе був обраний канадський реактор типу CANDU 6 фірми AECL, електростанцію побудувала італійська компанія Italimpianti. Електростанція була запущена в 1974 році і введена в промислове виробництво в 1984 році.
У 1979 році було замовлено третій реактор на електростанції Атуча після рішення уряду ввести в експлуатацію 4 нових блоки протягом десятиліття 1987-97 років . Вибраний проект був проектом Siemens для більшої версії реактора 1. Роботи розпочалися в 1981 році спільним підприємством CNEA і Siemens-KWU. Однак роботи йшли повільно через брак фінансування і були призупинені в 1994 році, коли станція була завершена на 81 %.
У 1994 році було створено Nucleoeléctrica Argentina S.A. (NASA), щоб взяти атомні електростанції від CNEA та спостерігати за будівництвом Atucha 2. Конструкція блоків Siemens PHWR в Атучі є унікальною, NASA шукало експертів з Німеччини, Іспанії та Бразилії для завершення другого блоку. У 2003 році плани добудови реактора були подані на розгляд уряду. У серпні 2006 року уряд оголосив про стратегічний план для атомної енергетики вартістю 3,5 мільярда доларів США, який передбачає як завершення будівництва реактора, так і продовження терміну експлуатації двох інших діючих реакторів. Очікується, що продовження терміну експлуатації реактора Embalse на 25 років за допомогою AECL коштуватиме 400 мільйонів доларів. Очікується, що будівництво другого реактора на електростанції Атуча (відкритого 28 вересня 2011) коштуватиме 600 мільйонів доларів, включаючи 400 мільйонів доларів за 600 тонн важкої води.

## Законодавство
У провінціях Чако, Коррієнтес, Ентре-Ріос, Ла-Пампа, Ріо-Негро, Сан-Луїс, Санта-Фе, Тьєрра-дель-Фуего і Тукуман будівництво атомних електростанцій заборонено провінційним законодавством. Також у більшості провінцій Аргентини заборонено будівництво сховищ ядерних відходів, а на території семи провінцій навіть їх транспортування. 

## Військова ядерна програма
На початку червня 2010 року міністр оборони Аргентини Нільда Гарре оголосила, що країна розглядає варіант використання ядерних двигунів для свого флоту. Реактори будуть побудовані за аргентинськими технологіями: знання ядерної енергетики надасть державна компанія ядерних технологій INVAP. Вона додала: «Ми хочемо відновити наукові, промислові та технологічні навички, які ми мали в минулому. Аргентина не може залишатися відрізаною від технологічних розробок і лідерської ролі, яку ми відігравали в Латинській Америці». Зараз проект перевіряють CITEDEF і CINAR. Міністр також додала, що країна не має наміру здобувати ядерну зброю, а лише має намір використовувати ядерну енергію для морських рушіїв.

## Програма розвитку
Ведуться дискусії щодо розширення потужностей ядерної генерації, щоб задовольнити зростаючий попит, тому було проведено техніко-економічне обґрунтування для четвертого реактора, будівництво якого має розпочатися після 2010 року та на який у бюджеті передбачено 2 мільярди доларів США. У липні 2007 року NASA підписало угоду з AECL про встановлення контракту та проектних умов для будівництва реактора CANDU потужністю 740 МВт з додатковим реактором, рівним першому запропонованому. Однак у квітні 2010 року уряд також спілкувався з постачальниками реакторів із Франції, Росії, Японії та Сполучених Штатів, тому четвертий і п'ятий реактори також могли бути типу PWR.
У лютому 2010 року уряд Аргентини підписав угоду з «Росатомом» про обмін технічною інформацією щодо будівництва атомних електростанцій та оцінку можливого використання російських технологій у країні; у квітні 2010 року було підписано угоду про ядерну співпрацю з Росією.

## Паливний цикл
В Аргентині є кілька центрів з переробки та очищення уранових мінералів. Однак збагачення для реактора Атуча відбувається в Сполучених Штатах, оскільки його власний невеликий завод дифузійного збагачення в Пільканієу працював кілька років через його ненадійність і низьку потужність заводу для збагачення; у 2006 році CNEA заявив, що хоче відновити станцію, але хід робіт наразі невідомий.
Важку воду виробляє ENSI SE (Neuquina Empresa de Servicios de Ingeniería), яка спільно контролюється CNEA та провінцією Неукен, потужність цього заводу значно перевищує внутрішні потреби (вона може забезпечувати реактор 2 Atucha та для інших 3 аргентинських реакторів), тому його використовують для експорту.
Немає жодних планів щодо переробки використаного палива, хоча на початку 1970-х років у Есейсі працював експериментальний завод.

## Поводження з відходами та геологічні сховища
У квітні 1997 року було оприлюднено національний закон щодо управління радіоактивними відходами та демонтажу CNEA, що фінансується через спеціальний фонд діючими станціями. Відходи низької та середньої активності (а також паливо з дослідницьких реакторів) переробляються на заводі в Есейсі. Відпрацьоване паливо зберігається на кожній станції; на електростанції Embalse є також сухе сховище палива.

## Видобуток урану
Аргентина не є виробником урану, хоча це було в минулому, у 2006 році було видобуто 2513 тонн металу, остання шахта була закрита з економічних причин. Вона має скромні ресурси урану, кількісно оцінені як 12 000 т урану за <130 $ / кг у «Червоній книзі» 2007 р. CNEA припускає, що до 55 000 т можна досягти як цілі для розвідки, оцінки також тривають для відновлення закритих у минулому шахт.

## Перелік реакторів
| Назва    | Блок №. | Реактор | Реактор     | Статус      | Чиста потужність (MW) | Початок будівництва | Комерційне використання | Закриття |
| Назва    | Блок №. | Тип     | Модель      | Статус      | Чиста потужність (MW) | Початок будівництва | Комерційне використання | Закриття |
| -------- | ------- | ------- | ----------- | ----------- | --------------------- | ------------------- | ----------------------- | -------- |
| Атуча    | 1       | PHWR    | Siemens-KWU | Функціонує  | 335                   | 1 червня 1968       | 24 червня 1974          |          |
| Атуча    | 2       | PHWR    | Siemens-KWU | Функціонує  | 692                   | 14 липня 1981       | 27 червня 2014          |          |
| Атуча    | 3       | PWR     | Хуалун 1    | Заплановано | (1200)                |                     |                         |          |
| Ембальсе | 1       | PHWR    | CANDU-6     | Функціонує  | 600                   | 1 квітня 1974       | 20 січня 1984           | ( 2049)  |
| CAREM    | 1       | PWR     | CAREM25     | Будується   | 25                    | 8 лютого 2014       |                         |          |

### Дослідницькі реактори
Аргентина також має численні реактори, які використовуються для дослідницьких цілей, і експортує ядерні технології .